# Pinhead
Pinhead is het pseudoniem van een bovennatuurlijk personage uit een reeks horrorfilms die voor het eerst te zien was in Hellraiser uit 1987. Hij staat aan het hoofd van de cenobites, een groepering die uit naam van Leviathan de dienst uitmaakt in een gedeelte van de hel. Het uiterlijk van ieder van deze cenobites wordt grotendeels bepaald door zeer aanwezige piercings in het lichaam, in het geval van Pinhead eruitziend als rechtopstaande spijkers in zijn hele hoofd. 
De geestelijk vader van Pinhead is schrijver Clive Barker, die het personage voor het eerst liet voorkomen in zijn boek The Hellbound Heart (1986), waarop Hellraiser (door hemzelf) werd gebaseerd. Acteur Doug Bradley gaf hem in de eerste Hellraiser-film voor het eerst gestalte, hoewel hij toen nog niet als Pinhead, maar als Lead Cenobite op de aftiteling stond. Zijn pseudoniem ontstond op de grime-afdeling, waar medewerkers de bijnaam verzonnen om makkelijker aan elkaar aan te kunnen geven over welke cenobite ze het hadden.
Pinhead werd niet geboren in de hel (zoals sommige andere cenobites), maar was ooit de mens Elliott Spencer, die begon af te takelen tijdens de Eerste Wereldoorlog door zijn ervaringen daarin. Na een periode waarin hij steeds verder afzakte en zich met satanisme en occultisme bezighield, kwam hij in het bezit van een Lemarchand's box, een puzzeldoos die een deur naar de hel opent indien opgelost. Op dat moment werd hij in zijn huidige vorm gesmeed.
Pinhead martelt en vermoordt alleen mensen die hem al dan niet met opzet oproepen door eveneens de puzzel die een Lemarchand's box vormt op te lossen. Oorspronkelijk deed hij dit emotieloos omdat het simpelweg zijn taak was, maar hij werd sadistischer naarmate het aantal vervolgfilms opliep. Hij is vrijwel onkwetsbaar, bovenmenselijk sterk en valt onder meer aan door telepathisch aan kettingen bevestigde haken vanuit het niets in zijn slachtoffers te doen slaan. Pinhead kan gedachten lezen en van zijn slachtoffers nieuwe cenobites maken.

## Verschijningen
- Hellraiser (1987, als Lead Cenobite)*
- Hellbound: Hellraiser II (1988)*
- Hellraiser III: Hell on Earth (1992)*
- Hellraiser: Bloodline (1996)*
- Hellraiser: Inferno (2000)*
- Hellraiser: Hellseeker (2002)*
- Hellraiser: Deader (2005)*
- Hellraiser: Hellworld (2005)*
- Hellraiser: Revelations (2011)**
- Hellraiser: Judgment (2018)***
- Hellraiser (2022)****

*0  Gespeeld door Doug Bradley

**0Gespeeld door Stephan Smith Collins

*** Gespeeld door Paul T. Taylor

**** Gespeeld door Jamie Clayton

## Andere succesvolle filmmonsters
- Freddy Krueger
- Hannibal Lecter
- Leatherface
- Michael Myers
- Chucky